# Emmy Internacional 1998
A 26.ª cerimônia de entrega dos International Emmys (ou Emmy Internacional 1998) aconteceu em 23 de novembro de 1998, no Hotel New York Hilton Midtown em Nova York, Estados Unidos, e teve como apresentador o comediante Hans Liberg.

## Cerimônia
Os vencedores da 26ª edição dos Emmys internacionais foram anunciados em uma cerimônia de gala no Hotel New York Hilton Midtown, na cidade de Nova York, com a presença de cerca de 1.000 convidados. Os ganhadores foram escolhidos entre mais de 400 trabalhos enviados por emissoras e produtores de todo o mundo. O telefilme The Tattooed Widowda  Suécia venceu como melhor drama, sendo uma das poucas vezes que um programa não-inglês conseguiu a façanha. Produções australianas e holandesas embolsaram prêmios em outras duas categorias da cerimônia. O Channel 4 do Reino Unido ganhou dois prêmios, enquanto a BBC - tradicionalmente o maior vencedor no Emmy Internacional - recebeu apenas um único troféu.
Além das seis categorias principais, a Academia Internacional homenageou o presidente da Hallmark Entertainment, Robert Halmi, com o Emmy Founders Award, e Sam Nilsson, diretor-geral da Sveriges Television com o Emmy Directorate Award. A TV Cultura do Brasil levou para casa o UNICEF Children’s Day of Broadcasting Award "por suas contribuições excepcionais para a programação infantil". O presidente da Fundação Padre Anchieta, Jorge da Cunha Lima, e o diretor de programação, Rogério Brandão, estiveram presentes na cerimônia. A emissora competiu nesta final com a TV Guayana, da Venezuela, e a YTV, do Canadá. Esta foi a terceira indicação da TV Cultura como finalista ao prêmio do Unicef, criado há três anos. O executiva da rede ABC Julius Barnathan recebeu postumamente o Ted Cott Award.

## Vencedores
| Melhor Série de Drama | Melhor Programa de Artes Populares                                                                                                |
| --- | --- |
| - The Tattooed Widow - () (SVT) - White Lies - () (CBS) - The Judgment - () (NR)                                                                                 | - The Vicar of Dibley: Love and Marriage - () (BBC) - Goodness Gracious Me - () (BBC) - Happy Family Plan - () (TBS)              |
| Melhor Documentário de Artes | Melhor Documentário |
| - The War Symphonies: Shostakovich Against Stalin - () (ZDF) - Reputations: Lee Strasberg - () (BBC/A&E Networks) - Lorca: Centenary of a Poet - () (Canal Plus) | - Exile in Sarajevo - () (Exile Prods.) - Futebol - () (GNT) - Endgame: The Untold Story of the Hostage Crisis in Peru - () (NHK) |
| Melhor Performance Artística | Melhor Programa infanto-juvenil                                                                                                   |
| - The Judas Tree - () (Channel 4) - In the Cherry-Blossom Forest - () (NHK) - Kinkakuji Sound Stage - () (MBC)                                                   | - Blabbermouth & Stickybeak - () (Channel 4) - Kids Can Do It! - () (NHK) - Wise Up - () (Carlton Prods.)                         |

## Múltiplas vitórias
Por país
| N.º de vitórias | País        |
| --------------- | ----------- |
| 3               | Reino Unido |